# Hans Gillhaus
Hans Gillhaus (Helmond, 1963. november 5. –) holland válogatott labdarúgó.
A holland válogatott tagjaként részt vett az 1990-es világbajnokságon.

## Statisztika
| Holland válogatott | Holland válogatott | Holland válogatott |
| Időszak            | Mérk.              | gól                |
| ------------------ | ------------------ | ------------------ |
| 1987               | 2                  | 2                  |
| 1988               | 0                  | 0                  |
| 1989               | 0                  | 0                  |
| 1990               | 5                  | 0                  |
| 1991               | 0                  | 0                  |
| 1992               | 0                  | 0                  |
| 1993               | 0                  | 0                  |
| 1994               | 2                  | 0                  |
| Összesen           | 9                  | 2                  |